# 김마리아 (광복군)

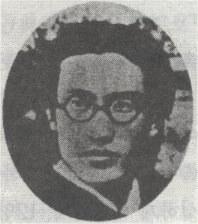
김마리아 여사의 배우자이기도 한
철기 이범석 前 대한민국 국무총리

김마리아(金瑪利亞, 러시아 이름: 마리야 옐레노브나 킴(Mariya Elenovna Kim), 1903년 9월 5일 ~ 1970년 2월 10일)는 일제강점기 여성 독립운동가이다. 아명(兒名)은 김수란(金秀蘭)이다. 호(號)는 추산(秋山)이다. 이범석(대한독립군 중장. 정치인)의 2번째 부인이다.

## 생애
1903년 9월 5일, 대한제국 한성부 성동방에서 초야 성리학 유생(훗날 연해주 이주.)이었던 국연 김동수(菊淵 金東守, 아명(兒名)은 김동길(金東桔)이며 러시아 귀화 이름은 세르게이 미하일로비치 킴(Sergei Mikhailovich Kim).)의 슬하 2남 3녀 중 막내 여식으로 출생하였고 지난날 한때 대한제국 평안남도 대동에서 잠시 유아기를 보낸 적이 있는 그녀는 1906년 6월에 일가족과 함께 대한제국 평안남도 평양에 본격 이주하였으며 1908년에는 일가족과 함께 러시아 제국 프리모르스키 지방 프리모르스키 주 블라디보스토크에 재이주하였다.
1923년 소련 시베리아에서 고려혁명군 예하 정치공작대원에 입문을 하며 항일 전투에 참가하였고 이후 1934년 이범석과 결혼하였으며 6년 후 1940년 대한광복군이 창설되자 참모장이었던 부군 철기 이범석(鐵驥 李範奭)을 보좌하며 중앙군관학교 제7분교의 러시아어 교관을 거쳐 중앙군관학교 전간단 제7분단 한청반(中央軍官學校 戰幹團 第七分團 韓靑班)의 러시아어 교관 겸 중국어 교관 등을 지내며 광복군 대원 교육 참여를 하였다.
1945년 조선 광복을 목도하였고 1948년 대한민국 정부 수립 이후 민주당 최고위원과 국민의당 최고위원과 한국독립당 최고위원 직위를 거쳐 1967년 신민당 최고위원 직위를 역임하였으며 이듬해 1968년 3월 20일을 기하여 신민당 최고위원 직위를 사퇴하였다.

## 주요 이력
- 前 민주당 최고위원(재임: 1956년 9월 29일 ~ 1957년 1월 30일)
- 前 국민의당 최고위원(재임: 1963년 8월 1일 ~ 1964년 1월 23일)
- 前 한국독립당 최고위원(재임: 1964년 3월 26일 ~ 1966년 3월 25일)
- 前 신민당 최고위원(재임: 1967년 12월 3일 ~ 1968년 3월 20일)

## 사망
신민당 최고위원 직위 사퇴 이후 1969년 3월을 전후하여 만성 당뇨병으로 와병 중 1970년 2월 10일 별세하였다.

## 사후
1970년 그녀 사후 대한민국 정부에서는 그녀의 공훈을 기리고자 1977년 대한민국 건국포장을, 1990년 대한민국 건국훈장 애국장을 각각 추서하였다.